# Zijodullo Szahidi
Zijodullo Szahidi (tadż. Зиёдулло Шаҳидӣ/pers. ‏زیادالله شهیدی‎; ur. 4 maja 1914  – zm. 25 lutego 1985) - tadżycki muzyk oraz mistrz i założyciel Perskiej Orkiestry Symfonicznej. Był ojcem Toliba Szahidiego, który również jest muzykiem.